# Guarapiranga (Ribeirão Bonito)
Guarapiranga é um distrito do município brasileiro de Ribeirão Bonito, no interior do estado de São Paulo.

## História

### Origem
O distrito de Guarapiranga tem origem no povoado de São João das Palmeiras, fundado em território do município de Ribeirão Bonito.

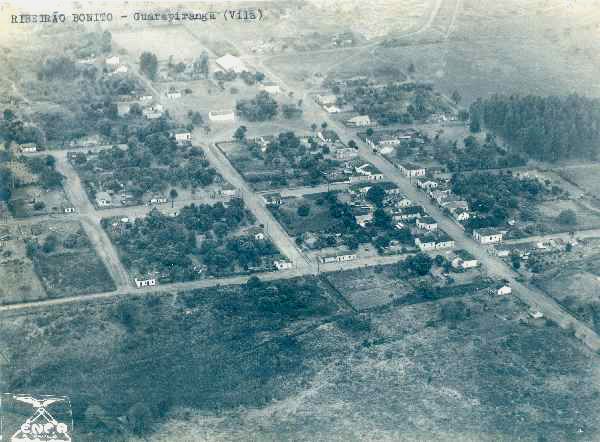
Vista aérea (1939).

### Toponímia
O topônimo "Guarapiranga" é derivado do termo tupi antigo gûarapiranga, que significa "guarás vermelhos" (gûará, guarás + pirang, vermelho + a, sufixo). O guará é uma ave que nasce preta e que vai se tornando vermelha à medida em que cresce.

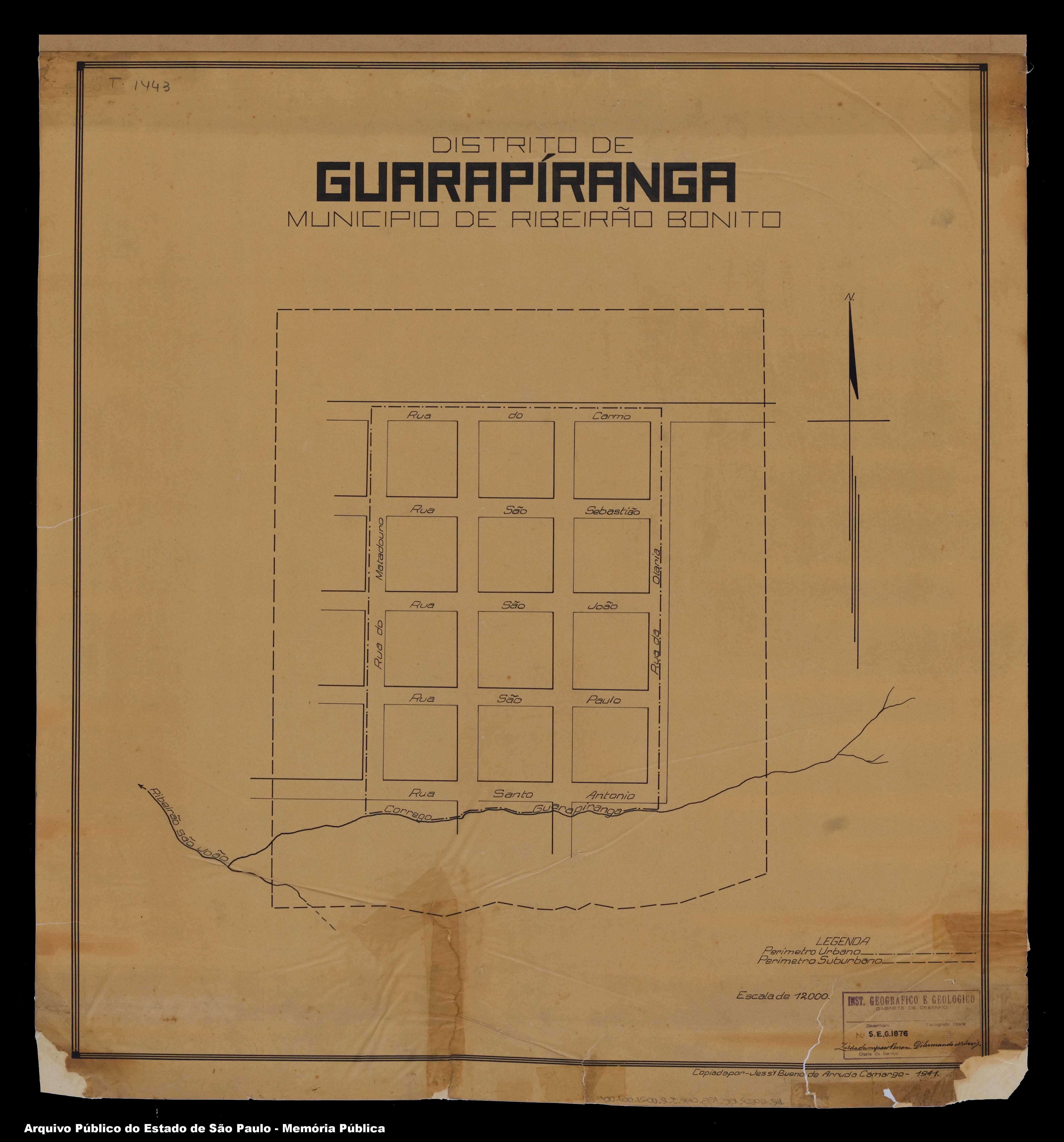
Planta da área urbana original.

### Formação administrativa
- Distrito policial de Palmeiras, criado no município de Ribeirão Bonito[5].
- Distrito criado pela Lei nº 1.032 de 14/12/1906, com as divisas do distrito policial de Palmeiras[3][6][7].

## Geografia

### Demografia

#### População urbana
| Crescimento população urbana | Crescimento população urbana | Crescimento população urbana | Crescimento população urbana |
| Censo                        | Pop.                         |                              | %±                           |
| ---------------------------- | ---------------------------- | ---------------------------- | ---------------------------- |
| 1934                         | 537                          |                              |                              |
| 1940                         | 409                          |                              | −23,8%                       |
| 1950                         | 332                          |                              | −18,8%                       |
| 1960                         | 440                          |                              | 32,5%                        |
| 1970                         | 463                          |                              | 5,2%                         |
| 1980                         | 683                          |                              | 47,5%                        |
| 1991                         | 823                          |                              | 20,5%                        |
| 2000                         | 1 024                        |                              | 24,4%                        |
| 2010                         | 1 071                        |                              | 4,6%                         |
| Fonte: IBGE e Fundação SEADE |                              |                              |                              |

#### População total
Pelo Censo 2010 (IBGE) a população total do distrito era de 1 281 habitantes.

### Área territorial
A área territorial do distrito é de 93,817 km².

### Rodovias
O distrito está localizado a 12 quilômetros da sede do município e a 21 quilômetros de Araraquara. Os principais acesso são:
- Estrada Municipal Abílio Augusto Corrêa (para Araraquara)
- Estrada Vicinal George de Almeida Freitas (para a sede do município)

## Serviços públicos

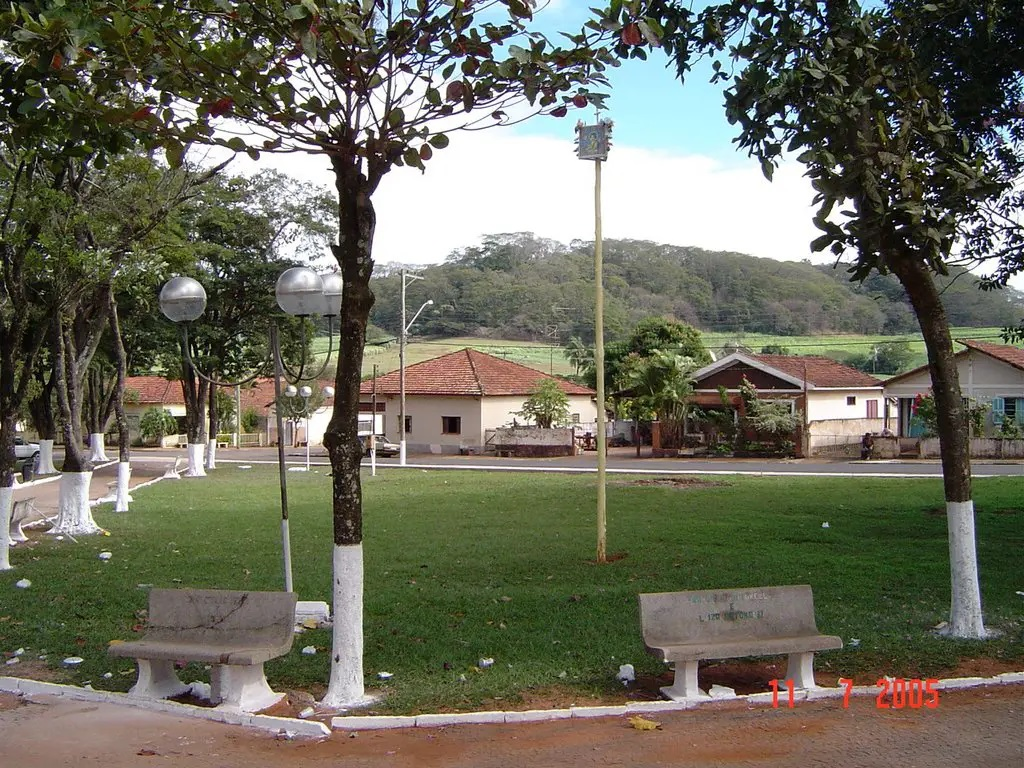
Praça.

### Administração
- Subprefeitura de Guarapiranga[11]

### Registro civil
Atualmente é feito no próprio distrito, pois o Cartório de Registro Civil das Pessoas Naturais ainda continua ativo. Os primeiros registros dos eventos vitais realizados neste cartório são:
- Nascimento: 28/05/1907
- Casamento: 15/06/1907
- Óbito: 29/05/1907

### Educação
- EMEI Luiz Felippe Mariani
- EM Maria Apparecida de Souza Campos

### Transportes
Possui conexão com as cidades de Ribeirão Bonito e Araraquara por linhas de transporte coletivo rodoviário suburbano operadas pela Viação Paraty.

### Saneamento
O serviço de abastecimento de água é feito pela Prefeitura Municipal de Ribeirão Bonito.

### Energia
A responsável pelo abastecimento de energia elétrica é a CPFL Paulista, distribuidora do Grupo CPFL Energia.

### Telecomunicações
O distrito era atendido pela Telecomunicações de São Paulo (TELESP), que inaugurou a central telefônica utilizada até os dias atuais. Em 1998 esta empresa foi vendida para a Telefônica, que em 2012 adotou a marca Vivo para suas operações.

## Cultura

### Festas
A Festa da Cachaça de Guarapiranga é um evento anual que começou a ser realizado pela Prefeitura Municipal de Ribeirão Bonito no ano de 2022, com shows, praça de alimentação e exposição de cachaças e demais produtos feitos no município.

## Religião
O Cristianismo se faz presente no distrito da seguinte forma:

### Igreja Católica
- A igreja faz parte da Diocese de São Carlos[23].

### Igrejas Evangélicas
- Congregação Cristã no Brasil[24].